# Аморебієта (футбольний клуб)
«Сосьєдад Депортіва Аморебієта» (ісп. Sociedad Deportiva Amorebieta) — іспанська футбольна команда з міста Аморебієта-Ечано, Країна Басків, заснована в 1925 році. Домашні ігри проходить на Кампо Мунісіпаль де Урріче, який вміщує 3 000 глядачів.

## Історія
Футбольна команда «Аморебієта» була заснована в 1925 році і в перші роки грав у біскайських регіональних лігах.
У сезоні 1926/27 років клуб провів видатну кампанію. Його головним суперником був клуб «Дуранго» (FBC Durango), який фінішував на першій позиції після додаткового матчу, після того як обидві команди набрали 14 очок у сезоні. Незважаючи на друге місце, «Аморебієта» здобула перше підвищення у своїй історії, піднявшись наступного року до біскайського регіонального дивізіону Preferente C.
У 1944 році «Аморебієта» посіло друге місце в чемпіонаті Біскайі та виграло Кубок Біскайї. Головною зіркою команди був воротар Кармело Седрун, який провів сезон 1949/50 в «Аморебієті», а потім перейшов у «Атлетік Більбао».
У 1962/63 роках «Аморебієта» грало у півфіналі чемпіонату Іспанії серед аматорів проти фарм-команди «Реал Мадрид», програвши у Вальєкасі з рахунком 0:2 і зігравши внічию 2:2 у матчі-відповіді, таким чином вибувши з турніру.
1981 року команда посіла друге місце в Преференте та зіграла в плей-оф за підвищення проти «Мондрагониа», який виграла і вийшла до Терсери, четвертого дивізіону, де клуб і залишався протягом наступних трьох десятиліть.
29 травня 2011 року «Аморебієта» вперше піднявся до Сегунди Б після перемоги над « Манакором» у плей-оф Терсери. У своєму першому сезоні в третьому дивізіоні країни клуб фінішував на четвертій позиції в Групі 2 і кваліфікувався до плей-оф підвищення, але програв там у першому раунді від клубу «Балопедіка Ліненсе» . У сезоні 2017/18 років «Аморебієта» посіла 14 місце, а наступного року стала восьмою.
22 травня 2021 року «Аморебієта» вперше в історії піднялася до Сегунди, другого дивізіону країни, перемігши «Бадахос» у фінальному раунді плей-оф за підвищення. Одразу ж команда зіткнулася з проблемою проведення матчів, оскільки їх домашній стадіон «Урріче» не відповідав вимогам за декількома параметрами, і його було б непомірно оновити. В результаті команда виступала на стадіоні в місті Лесама.
Після лише одного сезону у другому дивізіоні, 21 травня 2022 року «Аморебієта» повернулася до третього дивізіону, Прімери Федерасьйон.

## Статистика по сезонах
| Сезон   | Рівень | Ліга                | Місце | Кубок Іспанії |
| ------- | ------ | ------------------- | ----- | ------------- |
| 1939–40 | 5      | Сегунда Регіональ   | 3     |               |
| 1940–41 | 5      | Сегунда Регіональ   | 3     |               |
| 1941–42 | 5      | Сегунда Регіональ   | 1     |               |
| 1942–43 | 4      | Прімера Регіональ Б | 2     |               |
| 1943–44 | 4      | Прімера Регіональ   | 3     |               |
| 1944–45 | 4      | Прімера Регіональ   | 2     |               |
| 1945–46 | 4      | Прімера Регіональ   | 3     |               |
| 1946–47 | 4      | Прімера Регіональ   | 13    |               |
| 1947–48 | 5      | Сегунда Регіональ   | 6     |               |
| 1948–49 | 5      | Сегунда Регіональ   | 2     |               |
| 1949–50 | 5      | Сегунда Регіональ   | 8     |               |
| 1950–51 | 5      | Сегунда Регіональ   | 6     |               |
| 1951–52 | 5      | Сегунда Регіональ   | 3     |               |
| 1952–53 | 5      | Сегунда Регіональ   | 9     |               |
| 1953–54 | 5      | Сегунда Регіональ   | 7     |               |
| 1954–55 | 5      | Сегунда Регіональ   | 8     |               |
| 1955–56 | 5      | Сегунда Регіональ   | 3     |               |
| 1956–57 | 5      | Сегунда Регіональ   | 4     |               |
| 1957–58 | 5      | Сегунда Регіональ   | 6     |               |
| 1958–59 | 5      | Сегунда Регіональ   | 2     |               |

| Сезон   | Рівень | Ліга                 | Місце | Кубок Іспанії |
| ------- | ------ | -------------------- | ----- | ------------- |
| 1959–60 | 5      | Сегунда Регіональ    | 1     |               |
| 1960–61 | 4      | Прімера Регіональ    | 4     |               |
| 1961–62 | 4      | Прімера Регіональ    | 3     |               |
| 1962–63 | 3      | Терсера              | 3     |               |
| 1963–64 | 3      | Терсера              | 10    |               |
| 1964–65 | 3      | Терсера              | 7     |               |
| 1965–66 | 3      | Терсера              | 3     |               |
| 1966–67 | 3      | Терсера              | 12    |               |
| 1967–68 | 3      | Терсера              | 12    |               |
| 1968–69 | 4      | Регіональ Преференте | 7     |               |
| 1969–70 | 4      | Регіональ Преференте | 5     |               |
| 1970–71 | 4      | Регіональ Преференте | 9     |               |
| 1971–72 | 4      | Регіональ Преференте | 18    |               |
| 1972–73 | 5      | Прімера Регіональ    | 5     |               |
| 1973–74 | 5      | Прімера Регіональ    | 3     |               |
| 1974–75 | 4      | Регіональ Преференте | 13    |               |
| 1975–76 | 4      | Регіональ Преференте | 13    |               |
| 1976–77 | 4      | Регіональ Преференте | 18    |               |
| 1977–78 | 5      | Регіональ Преференте | 14    |               |
| 1978–79 | 5      | Регіональ Преференте | 6     |               |

| Сезон   | Рівень | Ліга                 | Місце | Кубок Іспанії |
| ------- | ------ | -------------------- | ----- | ------------- |
| 1979–80 | 5      | Регіональ Преференте | 3     |               |
| 1980–81 | 5      | Регіональ Преференте | 2     |               |
| 1981–82 | 4      | Терсера              | 5     |               |
| 1982–83 | 4      | Терсера              | 3     | 1 раунд       |
| 1983–84 | 4      | Терсера              | 9     | 1 раунд       |
| 1984–85 | 4      | Терсера              | 3     |               |
| 1985–86 | 4      | Терсера              | 5     | 1 раунд       |
| 1986–87 | 4      | Терсера              | 5     | 1 раунд       |
| 1987–88 | 4      | Терсера              | 9     | 1 раунд       |
| 1988–89 | 4      | Терсера              | 16    |               |
| 1989–90 | 4      | Терсера              | 12    |               |
| 1990–91 | 4      | Терсера              | 4     |               |
| 1991–92 | 4      | Терсера              | 4     | 1 раунд       |
| 1992–93 | 4      | Терсера              | 14    | 2 раунд       |
| 1993–94 | 4      | Терсера              | 17    |               |
| 1994–95 | 4      | Терсера              | 12    |               |
| 1995–96 | 4      | Терсера              | 10    |               |
| 1996–97 | 4      | Терсера              | 13    |               |
| 1997–98 | 4      | Терсера              | 4     |               |
| 1998–99 | 4      | Терсера              | 14    |               |

| Сезон   | Рівень | Ліга      | Місце | Кубок Іспанії |
| ------- | ------ | --------- | ----- | ------------- |
| 1999–00 | 4      | Терсера   | 12    |               |
| 2000–01 | 4      | Терсера   | 13    |               |
| 2001–02 | 4      | Терсера   | 4     |               |
| 2002–03 | 4      | Терсера   | 13    |               |
| 2003–04 | 4      | Терсера   | 13    |               |
| 2004–05 | 4      | Терсера   | 13    |               |
| 2005–06 | 4      | Терсера   | 3     |               |
| 2006–07 | 4      | Терсера   | 2     |               |
| 2007–08 | 4      | Терсера   | 10    |               |
| 2008–09 | 4      | Терсера   | 10    |               |
| 2009–10 | 4      | Терсера   | 3     |               |
| 2010–11 | 4      | Терсера   | 1     |               |
| 2011–12 | 3      | Сегунда Б | 4     | 1 раунд       |
| 2012–13 | 3      | Сегунда Б | 6     | 1 раунд       |
| 2013–14 | 3      | Сегунда Б | 10    | 1 раунд       |
| 2014–15 | 3      | Сегунда Б | 10    | 1 раунд       |
| 2015–16 | 3      | Сегунда Б | 9     |               |
| 2016–17 | 3      | Сегунда Б | 14    | 3 раунд       |
| 2017–18 | 3      | Сегунда Б | 14    |               |
| 2018–19 | 3      | Сегунда Б | 8     |               |

| Сезон   | Рівень | Ліга         | Місце | Кубок Іспанії |
| ------- | ------ | ------------ | ----- | ------------- |
| 2019–20 | 3      | Сегунда Б    | 6     | 1 раунд       |
| 2020–21 | 3      | Сегунда Б    | 3     | 2 раунд       |
| 2021–22 | 2      | 2ª           | 19    | 2 раунд       |
| 2022–23 | 3      | Прімера КІФФ |       |               |

## Відзнаки та досягнення
- Терсера Дивізіон: 2010–11

## Колишні гравці
Найуспішнішим колишнім гравцем «Аморебієти» є Хав'єр Ечеїта, який розпочав свою кар'єру в цьому клубі, а потім перейшов до «Атлетіка» з Більбао, з яким став переможцем Суперкубка Іспанії 2015 року та грав за збірну Іспанії. Загалом «Аморебієта» має тісні зв'язки з «Атлетіком», і ряд гравців виступали в обох клубах.

## Резервна команда
Резервна команда «Аморебієта Б» була заснована в 2003 році і грає в Primera Division de Vizcaya, шостому дивізіоні країни. У вересні 2021 року до складу клубу була включена друга резервна команда, «Аморебієта С».